# Vierde Fitna

Arabische kaart van de Vierde Fitna.

De Vierde Fitna vond plaats na de dood van de vijfde Abbassiden Kalief Haroen ar-Rashid. De burgeroorlog begon in 811 en eindigde in 827 met de pacificatie van Egypte.

## Achtergrond
Alhoewel de regeringsperiode onder Haroen ar-Rashid gekend is als het hoogtepunt van het islamitische gouden tijdperk, was het in werkelijkheid het begin van het verval. Er waren opstanden in Syrië en Egypte, de overlevenden van de Omajjaden dynastie hadden een nieuw emiraat opgericht in Spanje en de Aghlabiden een nieuw emiraat in Tunesië. In zijn thuisland Iran moest hij met harde hand optreden.
Ook zijn opvolging had hij niet goed geregeld. Hij had een oost-west opdeling van het rijk voor ogen, maar niet uitgesproken. Al-Amin werd de nieuwe kalief met als hoofdstad Bagdad en Al-Ma'moen werd gouverneur van Khorasan in het oosten van Iran, met als hoofdplaats Merv. Hij kreeg  bovendien bijna volledige autonomie. Het westen was onder Arabische invloed, het oosten onder Perzische invloed.

## Conflict
De spanningen tussen de twee kampen bereikten zijn hoogtepunt toen Al-Amin zijn zoon Musa als troonopvolger aanduidde (810) en zo zijn halfbroer buiten spel zette en hem dwong tot ondergeschiktheid. Al-Amin stuurde een leger naar Iran, maar verloor roemloos in de Slag bij Ray (811). Gesterkt door deze overwinning vervolgde generaal Tahir ibn Husayn zijn opmars richting Bagdad. Tijdens het Beleg van Bagdad (812-813) werd Al-Amin gevat en vermoord.
Tussen 813 en 818 zwaaide vizier Al-Fadl ibn Sahl de plak. Na de dood van Fadl, ging Al-Ma'moen persoonlijk naar Bagdad waar hij pas in 819 aankwam. Intussen was het centraal gezag weggevallen en waren er veel autonome provincies ontstaan. Een zoon van generaal Tahir, Abdallah ibn Tahir al-Khurasani kreeg de opdracht het rijk te herenigen. Met pacificatie van Egypte in 827 was hij in zijn opdracht geslaagd en kwam er een einde aan de Vierde Fitna.